# .mn
.mn е интернет домейн от първо ниво за Монголия. Администрира се от Datacom. Името на домейна е съставено от съгласните в първата сричка на името на страната. Американският щат Минесота също използва ограничено домейн името като например сайтовете www.leg.state.mn.us и www.leg.mn.
Някои домейни от второ ниво
- .gov.mn – правителствени организации
- .edu.mn – образователни институтиции
- .org.mn – нестопански организации